# Chicago (banda)
Chicago é uma banda de rock estadunidense formada em 1967 em Chicago, Illinois, com o nome Chicago Transit Authority. A autodescrita "banda de rock and roll com corno" mistura elementos de música clássica, jazz, R&B e pop. Eles começaram fazendo canções com temática politica e migraram posteriormente para um som mais leve, gerando várias baladas de sucesso. O grupo acumulou vários sucessos nas décadas de 1970 e 1980. Em 2008, a revista Billboard elegeu Chicago o décimo terceiro na lista dos cem maiores artistas a aparecerem na parada Hot 100, e depois na posição décima quinta na versão atualizada de 2015. A Billboard também elegeu Chicago o nono maior artista de todos os tempos na parada Billboard 200 em 2015. Chicago é um dos mais bem sucedidos grupos de rock e um dos mais vendidos de todos, com mais de cem milhões de cópias mundialmente. Em 1971, eles tornaram-se a primeira banda de rock a lotar o Carnegie Hall por uma semana.
Até o momento, Chicago já vendeu mais de 40 milhões de unidades apenas nos Estados Unidos, com 23 certificações de ouro, 18 de platina e oito platinas múltiplas. Eles tiveram cinco álbuns consecutivos na primeira posição da Billboard 200 e 20 canções no top 10 da Billboard Hot 100. Em 1974 o grupo emplacou sete álbuns, seu catálogo inteiro à época, na Billboard 200 simultaneamente. Eles foram indicados a dez Grammy Awards, vencendo uma vez pela canção "If You Leave Me Now". Seu primeiro álbum de estúdio, Chicago Transit Authority, lançado em 1969, foi incluído no Hall da Fama do Grammy em 2014, enquanto a banda entrou para o Hall da Fama do Rock and Roll em 2016. Em 2017, Peter Cetera, Robert Lamm e James Pankow foram eleitos para o Songwriters Hall of Fame por suas composições na banda. O grupo recebeu o Grammy Lifetime Achievement Award em 2020.